# Melvindale-Northern Allen Park Public Schools
Las Melvindale-Northern Allen Park Public Schools es un distrito escolar de Míchigan. Tiene su sede en Melvindale, y sirve Melvindale y la zona norte de la ciudad de Allen Park. Las escuelas del distrito son Rogers Early Elementary School, Allendale Elementary School, Strong Middle School, y la escuela preparatoria Melvindale High School (EN).